# Paschasius von Neapel
Paschasius von Neapel war ein Bischof in Neapel im 6./7. Jahrhundert. Über sein Leben ist nichts bekannt. Es heißt, dass zu seiner Zeit schon mehr als 120 Kleriker in Neapel vorhanden gewesen sein sollen. Ein Briefwechsel mit Gregor I. ist erhalten.